# Henrik de Jonquières
Henrik Stampe de Dompierre de Jonquières (født 10. april 1890 på Frederiksberg, død 27. februar 1963 i København) var en dansk amtmand og departementschef.
Han var søn af overpræsident, kammerherre Frederik de Jonquières og hustru Jeanina født baronesse Stampe, blev student fra Odense Katedralskole 1908, sekondløjtnant i Den Kongelige Livgarde og cand. jur. 1915. Jonquières blev assistent (sekretær) i Indenrigsministeriet 1916, fuldmægtig 1921, var i Socialministeriet fra 1924 til 1926 og desuden konstitueret amtmand i Thisted Amt fra 1925 til 1926, i Sundhedsministeriet fra 1926 til 1929, blev kontorchef i Socialministeriet 1929 og endelig departementschef i dette ministerium fra 1933 til 1942. I 1942 blev han udnævnt til amtmand over Holbæk Amt, hvilket han var til 1960. Han var kammerherre, Kommandør af 1. grad af Dannebrogordenen og Dannebrogsmand.
Jonquières var desuden sekretær i Overformynderiet 1918-29 og ved Arbejdsrådet 1925-33; deltog som sekretær, rådgiver eller regeringsdelegeret i internationale arbejdskonferencer i Genua og Genève; var generalsekretær for den danske afdeling på den sociale udstilling i Helsingfors 1928; indtil 1942 formand for Socialministeriets arbejdsudvalg, for Beskæftigelsesudvalget, for Arbejdsfordelingsnævnet, for Mødrehjælpens fællesråd og for redaktionen af Socialt Tidsskrift samt medlem af Beskæftigelsesrådet.
Han var formand for bestyrelsen for Odsherreds Jernbane, for Høng-Tølløse Jernbane og for den danske komité for nordisk filantropisk samarbejde; næstformand i kontrolkomitéen i Livsforsikringsselskabet Hafnia; medlem af bestyrelsen for A/S De forenede Vagtselskaber, for Holbæk Amts Sparekasse og for Nordvestsjællands Elektricitetsværk; formand for Voldgiftsrådet for Sygekasser og Læger; forligsmand 1948.
Han blev gift 3. januar 1919 med Ragna Koefoed (født 29. marts 1897 i København, død ?), datter af generaldirektør Michael Koefoed og hustru Inger født Thorsen.
Han er begravet på Vestre Kirkegård.